# Titularbistum Hadrianopolis in Honoriade
Hadrianopolis in Honoriade (ital.: Adrianopoli di Onoriade) ist ein Titularbistum der römisch-katholischen Kirche. 
Es geht zurück auf ein untergegangenes Bistum der antiken Stadt Hadrianopolis in der römischen Provinz Bithynia et Pontus, Paphlagonia bzw. in der Spätantike Honorias, das der Kirchenprovinz Claudiopolis angehörte.
| Titularbischöfe von Hadrianopolis in Honoriade |                                                       | |                   |                    |
| Nr.                                            | Name                                                  | Amt | von               | bis                |
| 1                                              | Adrian von Walenburch                                 | Weihbischof in Köln (Deutschland)                                                                                           | 8. August 1661    | 12. September 1669 |
| 2                                              | Louis-Gabriel Delaplace CM                            | Apostolischer Vikar von Jiangxi Apostolischer Vikar von Ost-Zhejiang Apostolischer Vikar von Nord Chi-Li und Pe-Kin (China) | 27. Februar 1852  | 24. Mai 1884       |
| 3                                              | Nicolás Casas y Conde OESA                            | Apostolischer Vikar von Casanare (Kolumbien)                                                                                | 2. Dezember 1895  | 7. April 1906      |
| 4                                              | Thomas Francis Kennedy                                | Rektor des Päpstlichen Nordamerika-Kollegs                                                                                  | 15. Dezember 1907 | 17. Juni 1915      |
| 5                                              | Denis Matthew Lowney                                  | Weihbischof in Providence (USA)                                                                                             | 24. August 1917   | 13. August 1918    |
| 6                                              | Francesco Isola                                       | emeritierter Bischof von Concordia (Italien)                                                                                | 14. Februar 1919  | 21. Dezember 1926  |
| 7                                              | Alexandre-François-Marie Carlo MEP                    | Apostolischer Vikar von Lanlung (China)                                                                                     | 29. April 1927    | 11. April 1946     |
| 8                                              | Giovanni Battista Anselmo PIME                        | emeritierter Bischof von Dinajpur (Pakistan)                                                                                | 16. Oktober 1947  | 19. Februar 1953   |
| 9                                              | Fortunato Maria Farina Titularerzbischof pro hac vice | emeritierter Bischof von Troia und Foggia (Italien)                                                                         | 1. Februar 1954   | 20. Februar 1954   |
| 10                                             | Joseph Maria Pernicone                                | Weihbischof in New York (USA)                                                                                               | 6. April 1954     | 11. Februar 1985   |